# Ineos Grenadier
Pour l'équipe cycliste, voir équipe cycliste Ineos Grenadiers.
L'Ineos Grenadier est un véhicule tout-terrain produit en France par le constructeur automobile britannique Ineos Automotive Ltd (en), division du groupe pétrochimique Ineos, à partir de 2022. Le véhicule donne son nom à l'équipe cycliste Ineos (anciennement Sky), renommée « Ineos Grenadiers » en août 2020.

## Présentation
Ineos Automotive Ltd., la division automobile du groupe pétrochimique Ineos, est fondée en 2017 par le président du groupe, Sir Jim Ratcliffe, dans le but de commercialiser un 4x4 dans la veine de l'ancien Land Rover Defender, à partir de 2022. Les dernières évolutions du Defender ne convenaient pas à Jim Ratcliffe et, en tant qu'homme le plus riche de Grande-Bretagne, en 2023,, il peut satisfaire nombre de ses passions,.
Le 1er juillet 2020, le constructeur dévoile son véhicule tout-terrain « Grenadier », au design rustique ; celui-ci est motorisé par des six cylindres en ligne essence et diesel du constructeur allemand BMW. Il dispose d'une transmission Magna Steyr, d'une boite de vitesses ZF Friedrichshafen, des essieux Carraro et d'un châssis Gestamp Automocion. Il est destiné à être avant tout un véhicule de travail produit à peu d'exemplaires. Réalisé « à l'ancienne » avec sa boite courte et la nature de son châssis[Quoi ?], le véhicule est un 4x4 destiné au tout-terrain, doté d'un niveau de confort minimal pour la route.
Le 3 juillet 2020, Ineos annonce être en discussion avec Mercedes-Benz pour acheter l'usine d'Hambach (près de Sarreguemines), en France, où sont alors produites les Smart Fortwo ainsi que certaines sous-parties des SUV de Mercedes. Le 9 décembre 2020, le futur constructeur annonce officiellement l'acquisition de l'usine Smart pour y produire le Grenadier ; ceci lui permet d'obtenir immédiatement une main d’œuvre performante, formée.
La version définitive du Grenadier est présentée au festival de vitesse de Goodwood en juillet 2021.

## Production
La production en pré-série débute en février 2022. Les carnets de commandes de l'Ineos Grenadier s'ouvrent le 18 mai 2022. Les modèles de série sont fabriqués dès le mois de juillet et les livraisons débutent au dernier trimestre. La production réduite, de quelques milliers d'exemplaires, « lui vaut d’échapper aux lourdes amendes carbone » de l'Union européenne. Ineos compte fabriquer à Hambach 15 000 Grenadiers en 2023 et 30 000 en 2024.

### En France
Lors de son lancement en 2022, le 4x4 est alors vendu à partir de 60 950 € sur le marché français, puis 67 890 € l'année suivante. Avec cinq places, il intègre la catégorie « Utilitaire » de par son volume de chargement important. 

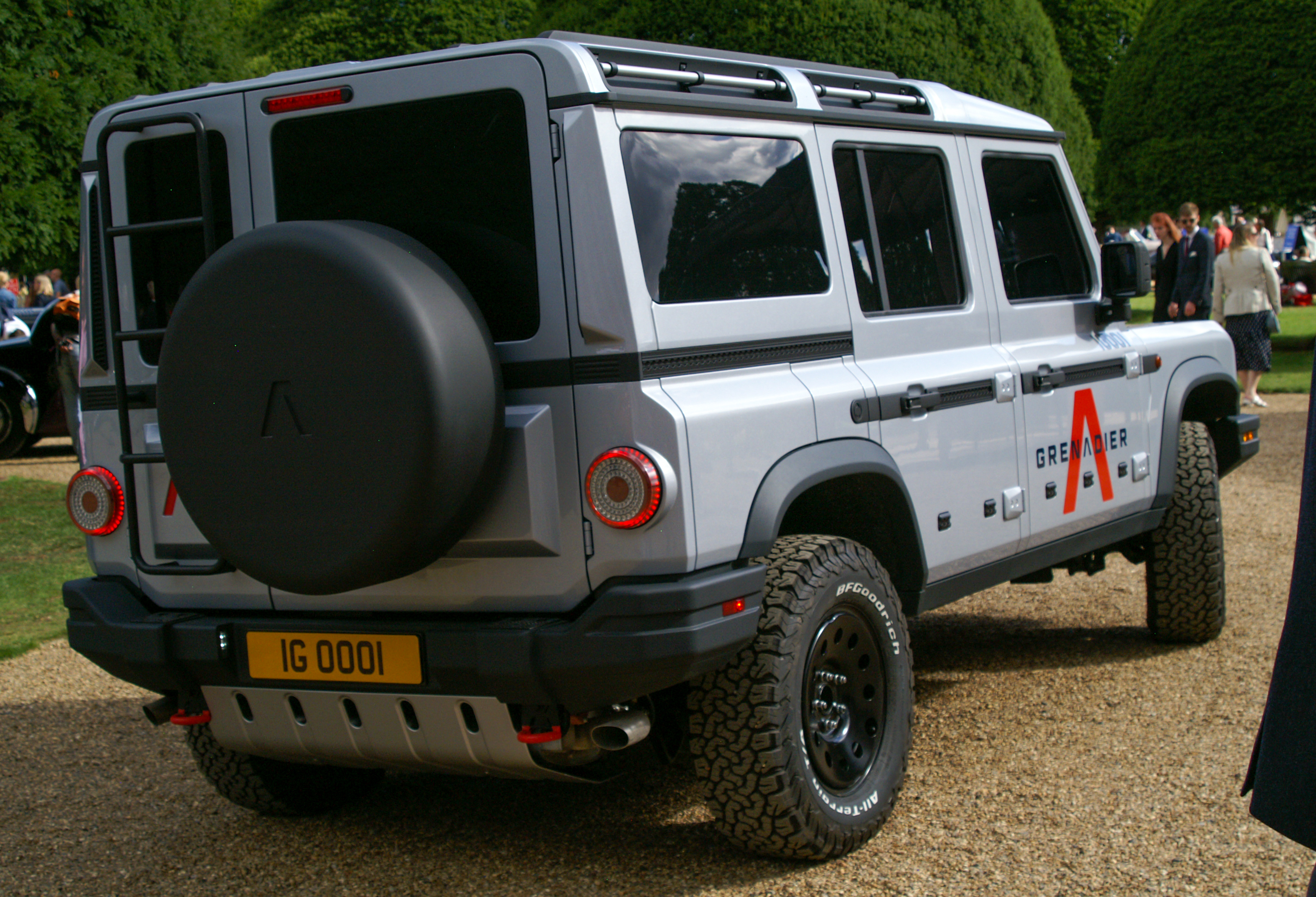
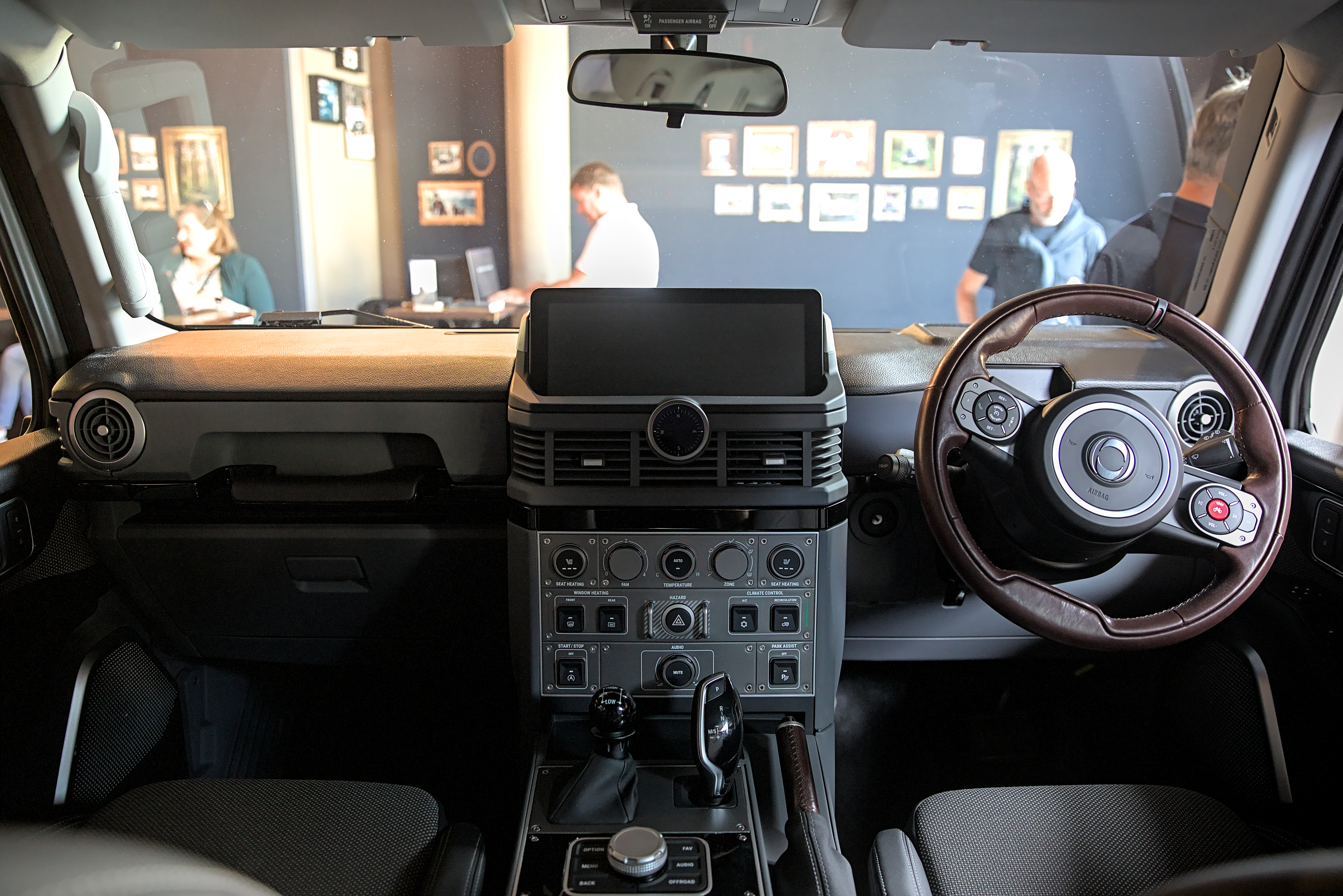

## Caractéristiques techniques

### Motorisations
À la suite de la signature d'un protocole d'accord entre Ineos et le constructeur automobile sud-coréen Hyundai « pour explorer ensemble de nouvelles opportunités dans l'économie de l’hydrogène », le Grenadier pourrait recevoir une version à hydrogène si le constructeur arrive à intégrer la pile à combustible.

## Finitions
- Utility Wagon (2 places)
- Utility Wagon (5 places)
- Station Wagon

### Séries spéciales
- Fieldmaster
- Trailmaster
- 1924
  - célèbre le centenaire de l'enseigne de l'habillement Belstaff, fondée en 1924 à Langton en Angleterre[19].
- Detour[20]
  - présentée au Festival de vitesse de Goodwood 2024, limitée à 200 exemplaires.

## Grenadier Quartermaster
Le Quartermaster est la version pick-up du Grenadier commercialisée à partir d'août 2023. La production a commencé le 28 novembre 2023 à Hambach.

### Présentation
Ineos Automotive présente la version pick-up double-cabine Quartermaster du Grenadier le 13 juillet 2023 au Festival de vitesse de Goodwood en Angleterre,.

### Caractéristiques techniques
Le Grenadier Quartermaster peut recevoir une palette Europe dans sa benne arrière de 1,564 m de long et 1,619 m de large, et supporte une charge utile de 760 kg, ainsi qu'une capacité de remorquage de 3 500 kg.

### Finitions
- Quartermaster[25]
- Fieldmaster
- Trailmaster

## Ventes
| Année | Production totale |
| ----- | ----------------- |
| 2022  | ?                 |
| 2023  | 4 553             |